# Песина Кремонезе
Песина Кремонезе (итал. Pessina Cremonese) је насеље у Италији у округу Кремона, региону Ломбардија.
Према процени из 2011. у насељу је живело 315 становника. Насеље се налази на надморској висини од 40 м.

## Становништво
Према резултатима пописа становништва 2011. у општини је живело 673 становника.
| 1931. | 1936. | 1951. | 1961. | 1971. | 1981. | 1991. | 2001. | 2011. |
| ----- | ----- | ----- | ----- | ----- | ----- | ----- | ----- | ----- |
| 2.200 | 2.345 | 2.330 | 1.702 | 1.072 | 913   | 825   | 755   | 673   |